# Stoebe
Stoebe es un género de plantas con flores perteneciente a la familia de las asteráceas. Comprende 85 especies descritas y de estas, solo 20  aceptadas.

## Taxonomía
El género fue descrito por Carlos Linneo   y publicado en Species Plantarum 2: 831. 1753. 	La especie tipo es: Stoebe aethiopica L. 

## Especies
A continuación se brinda un listado de las especies del género Stoebe aceptadas hasta agosto de 2012, ordenadas alfabéticamente. Para cada una se indica el nombre binomial seguido del autor, abreviado según las convenciones y usos.
- Stoebe aethiopica L.
- Stoebe alopecuroides (Lam.) Less.
- Stoebe artemisioides E.mey ex DC.
- Stoebe capitata P.J.Bergius
- Stoebe cryptophylla Baker
- Stoebe cyathuloides Schltr.
- Stoebe fusca (L.) Thunb.
- Stoebe gomphrenoides (Lam.) P.J.Bergius
- Stoebe kilimandscharica O.Hoffm.
- Stoebe leucocephala DC.
- Stoebe microphylla DC.
- Stoebe montana Schltr. ex Levyns
- Stoebe muirii Levyns
- Stoebe nervigera (DC.) Sch.Bip.
- Stoebe paniculata Cass.
- Stoebe phyllostachya (DC.) Sch.Bip.
- Stoebe prostrata L.
- Stoebe rosea Wolley-Dod
- Stoebe rugulosa Harv.
- Stoebe schultzii Levyns